# Mistrovství světa v ledním hokeji žen 2023 (Divize I)
Mistrovství světa v ledním hokeji žen 2023 (Divize I) byl mezinárodní hokejový turnaj pořádaný Mezinárodní hokejovou federací.
Turnaj skupiny A se měl hrát v čínském Šen-čenu od 11. do 17. dubna 2023, ale v březnu byl odložen.  Dne 22. března 2023 byl přeplánován a konal se od 20. do 26. srpna 2023. 
Turnaj skupiny B se konal v jihokorejském Suwonu od 17. do 23. dubna 2023.

## Skupina A

### Účastníci
| Tým        | Kvalifikace                                    |
| ---------- | ---------------------------------------------- |
| Dánsko     | 10. místo v Elitní Divizi 2022 a sestup        |
| Norsko     | 2. místo v Divizi I A 2022                     |
| Slovensko  | 3. místo v Divizi I A 2022                     |
| Rakousko   | 4. místo v Divizi I A 2022                     |
| Nizozemsko | 5. místo v Divizi I A 2022                     |
| Čína       | Pořadatel, 1. místo v Divizi I B 2022 a postup |

### Rozhodčí
| Hlavní | Čárové |
| --- | --- |
| - Amy Martin - Michelle Stapleton - Kaisa Ketonen - Miyuki Nakayama - Ida Henriksson - Jestina Vichorek - Mackenzie Welter - Laura White | - Marine Dinant - Laura Gutasukas - Kirsten Welsh - Johanna Oksanen - Adrienn Paulheim - Natalia Suchanek - Eva Mária Moleková - Jennifer Vicha |

### Tabulka
|  | Postupující do Elitní Divize 2024 |
|  | Sestupující do Divize I B 2024    |

| Poř. | Tým        | Z | V | VP | PP | P | GV | GI | +/- | B  |
| ---- | ---------- | - | - | -- | -- | - | -- | -- | --- | -- |
| 1.   | Čína       | 5 | 5 | 0  | 0  | 0 | 14 | 6  | +8  | 15 |
| 2.   | Dánsko     | 5 | 3 | 0  | 0  | 2 | 14 | 8  | +6  | 9  |
| 3.   | Rakousko   | 5 | 3 | 0  | 0  | 2 | 8  | 5  | +3  | 9  |
| 4.   | Nizozemsko | 5 | 3 | 0  | 0  | 2 | 13 | 12 | +1  | 9  |
| 5.   | Norsko     | 5 | 1 | 0  | 0  | 4 | 11 | 21 | -10 | 3  |
| 6.   | Slovensko  | 5 | 0 | 0  | 0  | 5 | 4  | 12 | -8  | 0  |

### Zápasy
Všechny časy jsou místní (UTC+8).
| 20. srpna 2023 13:00 | Nizozemsko | 1:6 (0:2, 1:1, 0:3) | Dánsko | Šen-čen Universiade Sports Centre, Šen-čen Návštěvnost: 3 100 |  |

| Report |

| 20. srpna 2023 16:30 | Rakousko | 4:0 (2:0, 2:0, 0:0) | Norsko | Šen-čen Universiade Sports Centre, Šen-čen Návštěvnost: 2 800 |  |

| Report |

| 20. srpna 2023 20:00 | Čína | 1:0 (0:0, 1:0, 0:0) | Slovensko | Šen-čen Universiade Sports Centre, Šen-čen Návštěvnost: 6 673 |  |

| Report |

| 21. srpna 2023 13:00 | Dánsko | 0:1 (0:0, 0:1, 0:0) | Rakousko | Šen-čen Universiade Sports Centre, Šen-čen Návštěvnost: 2 355 |  |

| Report |

| 21. srpna 2023 16:30 | Slovensko | 0:3 (0:0, 0:2, 0:1) | Nizozemsko | Šen-čen Universiade Sports Centre, Šen-čen Návštěvnost: 2 670 |  |

| Report |

| 21. srpna 2023 20:00 | Norsko | 3:5 (1:0, 1:3, 1:2) | Čína | Šen-čen Universiade Sports Centre, Šen-čen Návštěvnost: 7 132 |  |

| Report |

| 23. srpna 2023 13:00 | Norsko | 4:2 (1:0, 0:2, 3:0) | Slovensko | Šen-čen Universiade Sports Centre, Šen-čen Návštěvnost: 2 350 |  |

| Report |

| 23. srpna 2023 16:30 | Nizozemsko | 2:1 (0:0, 1:1, 1:0) | Rakousko | Šen-čen Universiade Sports Centre, Šen-čen Návštěvnost: 2 730 |  |

| Report |

| 23. srpna 2023 20:00 | Dánsko | 2:4 (0:3, 1:0, 1:1) | Čína | Šen-čen Universiade Sports Centre, Šen-čen Návštěvnost: 7 631 |  |

| Report |

| 24. srpna 2023 13:00 | Norsko | 3:6 (1:1, 2:3, 0:2) | Nizozemsko | Šen-čen Universiade Sports Centre, Šen-čen Návštěvnost: 2 415 |  |

| Report |

| 24. srpna 2023 16:30 | Slovensko | 1:2 (1:1, 0:0, 0:1) | Dánsko | Šen-čen Universiade Sports Centre, Šen-čen Návštěvnost: 2 530 |  |

| Report |

| 24. srpna 2023 20:00 | Rakousko | 0:2 (0:0, 0:1, 0:1) | Čína | Šen-čen Universiade Sports Centre, Šen-čen Návštěvnost: 7 920 |  |

| Report |

| 26. srpna 2023 13:00 | Slovensko | 1:2 (0:0, 0:1, 1:1) | Rakousko | Šen-čen Universiade Sports Centre, Šen-čen Návštěvnost: 2 057 |  |

| Report |

| 26. srpna 2023 16:30 | Dánsko | 4:1 (2:0, 0:1, 2:0) | Norsko | Šen-čen Universiade Sports Centre, Šen-čen Návštěvnost: 2 957 |  |

| Report |

| 26. srpna 2023 20:00 | Čína | 2:1 (1:0, 0:1, 1:0) | Nizozemsko | Šen-čen Universiade Sports Centre, Šen-čen Návštěvnost: 10 088 |  |

| Report |

## Skupina B

### Účastníci
| Tým            | Kvalifikace                           |
| -------------- | ------------------------------------- |
| Polsko         | 2. místo v Divizi I B 2022            |
| Itálie         | 3. místo v Divizi I B 2022            |
| Kazachstán     | 4. místo v Divizi I B 2022            |
| Jižní Korea    | Pořadatel, 5. místo v Divizi I B 2022 |
| Slovinsko      | 6. místo v Divizi I B 2022            |
| Velká Británie | 1. místo v Divizi II A 2022 a postup  |

### Rozhodčí
| Hlavní                                                                  | Čárové |
| ----------------------------------------------------------------------- | --- |
| - Marie Picavet - Nikoleta Celárová - Michaela Matejova - Melissa Doyle | - Bethany Bowshall - Melissa Brunn - Ma Sang-hee - Magali Anex dit Chenaud - Jamie Monard - Alexandra Kohl - Brooke Branson |

### Tabulka
|  | Postupující do Divize I A 2024  |
|  | Sestupující do Divize II A 2024 |

| Poř. | Tým            | Z | V | VP | PP | P | GV | GI | +/- | B  |
| ---- | -------------- | - | - | -- | -- | - | -- | -- | --- | -- |
| 1.   | Jižní Korea    | 5 | 4 | 1  | 0  | 0 | 15 | 6  | +9  | 14 |
| 2.   | Polsko         | 5 | 4 | 0  | 0  | 1 | 8  | 7  | +1  | 12 |
| 3.   | Itálie         | 5 | 3 | 0  | 1  | 1 | 10 | 5  | +5  | 10 |
| 4.   | Slovinsko      | 5 | 1 | 1  | 0  | 3 | 10 | 14 | -4  | 5  |
| 5.   | Velká Británie | 5 | 1 | 0  | 1  | 3 | 7  | 11 | -4  | 4  |
| 6.   | Kazachstán     | 5 | 0 | 0  | 0  | 5 | 4  | 11 | -7  | 0  |

### Zápasy
Všechny časy jsou místní (UTC+9).
| 17. dubna 2023 12:15 | Velká Británie | 1:0 (0:0, 0:0, 1:0) | Kazachstán | Suwon Ice Rink, Suwon Návštěvnost: 35 |  |

| Report |

| 17. dubna 2023 15:45 | Slovinsko | 0:2 (0:0, 0:1, 0:1) | Polsko | Suwon Ice Rink, Suwon Návštěvnost: 50 |  |

| Report |

| 17. dubna 2023 19:15 | Jižní Korea | 2:1 po prodl. (0:0, 1:1, 0:0 - 1:0) | Itálie | Suwon Ice Rink, Suwon Návštěvnost: 650 |  |

| Report |

| 18. dubna 2023 12:15 | Kazachstán | 1:2 (0:1, 0:0, 1:1) | Slovinsko | Suwon Ice Rink, Suwon Návštěvnost: 30 |  |

| Report |

| 18. dubna 2023 15:45 | Itálie | 2:0 (0:0, 1:0, 1:0) | Velká Británie | Suwon Ice Rink, Suwon Návštěvnost: 60 |  |

| Report |

| 18. dubna 2023 19:15 | Polsko | 0:4 (0:1, 0:2, 0:1) | Jižní Korea | Suwon Ice Rink, Suwon Návštěvnost: 1 000 |  |

| Report |

| 20. dubna 2023 12:15 | Polsko | 2:1 (0:0, 0:1, 2:0) | Velká Británie | Suwon Ice Rink, Suwon Návštěvnost: 23 |  |

| Report |

| 20. dubna 2023 15:45 | Itálie | 3:0 (1:0, 2:0, 0:0) | Kazachstán | Suwon Ice Rink, Suwon Návštěvnost: 295 |  |

| Report |

| 20. dubna 2023 19:15 | Slovinsko | 2:4 (1:1, 0:1, 1:2) | Jižní Korea | Suwon Ice Rink, Suwon Návštěvnost: 1 250 |  |

| Report |

| 22. dubna 2023 12:15 | Itálie | 4:2 (3:1, 1:1, 0:0) | Slovinsko | Suwon Ice Rink, Suwon Návštěvnost: 200 |  |

| Report |

| 22. dubna 2023 15:45 | Jižní Korea | 3:2 (1:0, 2:2, 0:0) | Velká Británie | Suwon Ice Rink, Suwon Návštěvnost: 1 700 |  |

| Report |

| 23. dubna 2023 12:15 | Velká Británie | 3:4 po s.n. (1:0, 1:2, 1:1 - 0:0) | Slovinsko | Suwon Ice Rink, Suwon Návštěvnost: 100 |  |

| Report |

| 23. dubna 2023 15:45 | Kazachstán | 1:2 (1:1, 0:0, 0:1) | Jižní Korea | Suwon Ice Rink, Suwon Návštěvnost: 2 300 |  |

| Report |

| 23. dubna 2023 19:15 | Polsko | 1:0 (0:0, 1:0, 0:0) | Itálie | Suwon Ice Rink, Suwon Návštěvnost: 200 |  |

| Report |